# Jina (Sibiu)
Jina é uma comuna romena localizada no distrito de Sibiu, na região histórica da Transilvânia. A comuna possui uma área de 318.68 km² e sua população era de 4159 habitantes segundo o censo de 2007.